# Battlemorph
Battlemorph — игра, выпущенная на приставке Atari Jaguar CD в 1995 году, разработанная Attention To Detail, и опубликованная Atari. Это продолжение игры Cybermorph, которая продавалась в комплекте с приставкой Atari Jaguar и была выпущена в 1993 году.

## Сюжет
Действие игры происходит через 30 лет после событий оригинала, также во вселенной Перницианской империи (англ. Pernitian Empire). Считавшая вымершей Перницианская империя вернулась, чтобы отомстить. На своем боевом космическом корабле игрок должен посетить 8 звездных скоплений, чтобы накопить плазму для броска в пернийское скопление, чтобы уничтожить домашнюю планету пернийцев.

## Игровой процесс
Уровни игры предполагают выполнение игроком определённых задач: уничтожение объектов и конвоев врага, сборка новых видов оружия и др.
Действие игры происходит на поверхности планет. Корабль врага вооружён пушками и другим оружием. Некоторые миссии помещают игрока в подземные пещеры и туннели, а также под воду. В игре много новых объектов, оружия и врагов. Восстановление энергии корабля происходит путём погружения в специальные водные объекты. Уничтожение определённых структур на одной планете может открыть для прохождения секретные планеты.
Игрок может выбирать для выполнения задач различные способы: так, конвой противника может быть уничтожен прямой атакой, из засады и даже путём уничтожения моста, по которому он проходит.

## Восприятие
Игра в целом похожа на сильно улучшенную оригинальную Cybermorph. Обозревателями отмечается высокое качество графического исполнения игры, которое находится на пределе возможностей приставки Jaguar, а также высокое качество музыкального и звукового оформления.